# Candezea atomaria
Candezea atomaria is een keversoort uit de familie bladkevers (Chrysomelidae). De wetenschappelijke naam van de soort werd in 1893 gepubliceerd door Léon Marc Herminie Fairmaire.